# سیارک ۲۱۲۲۹
سیارک ۲۱۲۲۹ (به انگلیسی: 21229 Susil، نامگذاری:1995SM1) بیست و یک هزار و دویست و بیست و نهمین سیارک کشف شده‌است که در ۲۲ سپتامبر ۱۹۹۵ کشف شد.
قدر مطلق سیارک برابر ۱۶٫۰۰ است.